# David Copperfield (film 1993)
Przygody Kota Davida (ang. The Adventures of Cat David / David Copperfield)  – film animowany z 1993 roku będący adaptacją powieści Karola Dickensa pt. David Copperfield. Cechą wyjątkową filmu jest antropomorfizacja postaci – wszystkie role ludzkie są odgrywane przez zwierzęta. We Francji był nadawany na antenie TF1. Wydany w Polsce na kasetach VHS w latach 90. z polskim lektorem i angielskim dubbingiem.

## Postacie
- David Copperfield – kot, główny i tytułowy bohater.
- Agnes Wickfield – kotka, kocha Davida.
- Clara Copperfield – kotka, matka Davida, ponownie wyszła za mąż, z powodu złego stanu zdrowia zbyt wcześnie umiera.
- Edward Murdstone – żeni się z matką Davida dla pieniędzy, nie kocha swojego pasierba, jest zły i nikczemny, zmusza Davida do wykonywania ciężkich prac w fabryce sera.
- Mealy – pies, przyjaciel Davida, poznaje go w fabryce sera.
- Wilkins Micawber – małpa.
- Ciotka Betsey – kotka, ciotka Davida, ma trudny charakter ale dobre serce.
- Clara Peggotty – krecica, niania Davida, służąca Copperfieldów.
- Grimby – gruby niegodziwy szczur, wspólnik Murdstone’a.

## Obsada (głosy)
- Julian Lennon – David Copperfield
- Sheena Easton – Agnes Wickfield
- Kelly LeBrock – Clara Copperfield
- Michael York – Edward Murdstone
- Howie Mandel – Mealy
- Joseph Marcell – Wilkins Micawber
- Andrea Martin – Ciotka Betsey
- Kathleen Fee – Clara Peggotty
- Richard Dumont – Grimby
- Walter Massey – doktor
- Terrence Scammell

## Wersja polska
Wersja wydana na VHS pod nazwą Przygody Kota Davida z angielskim dubbingiem i polskim lektorem.
- Dystrybutor: Skonmark
- Lektor: Mariusz Siudziński

Źródło:

## Piosenki
- I Hate Boys! w wykonaniu Andrea Martin (Ciotka Betsey)
- I'll Be Your Hero w wykonaniu Julian Lennon (David Copperfield)
- Welcome to my Warehouse w wykonaniu Michael York (Edward Murdstone)
- Street Smart w wykonaniu Howie Mandel (Mealy)
- Imagination w wykonaniu Joseph Marcell (Wilkins Micawber)
- Is There Anyone? – Sheena Easton i Julian Lennon (Agnes Wickfield i David Copperfield)